# غلوريا يونغ
غلوريا يونغ (بالإنجليزية: Gloria Young)‏ (مواليد 4 فبراير 1967)، هي مُمثلة نيجيرية

## وصلات خارجية
- غلوريا يونغ في قاعدة بيانات الأفلام على الإنترنت